# プトラ・スクエア

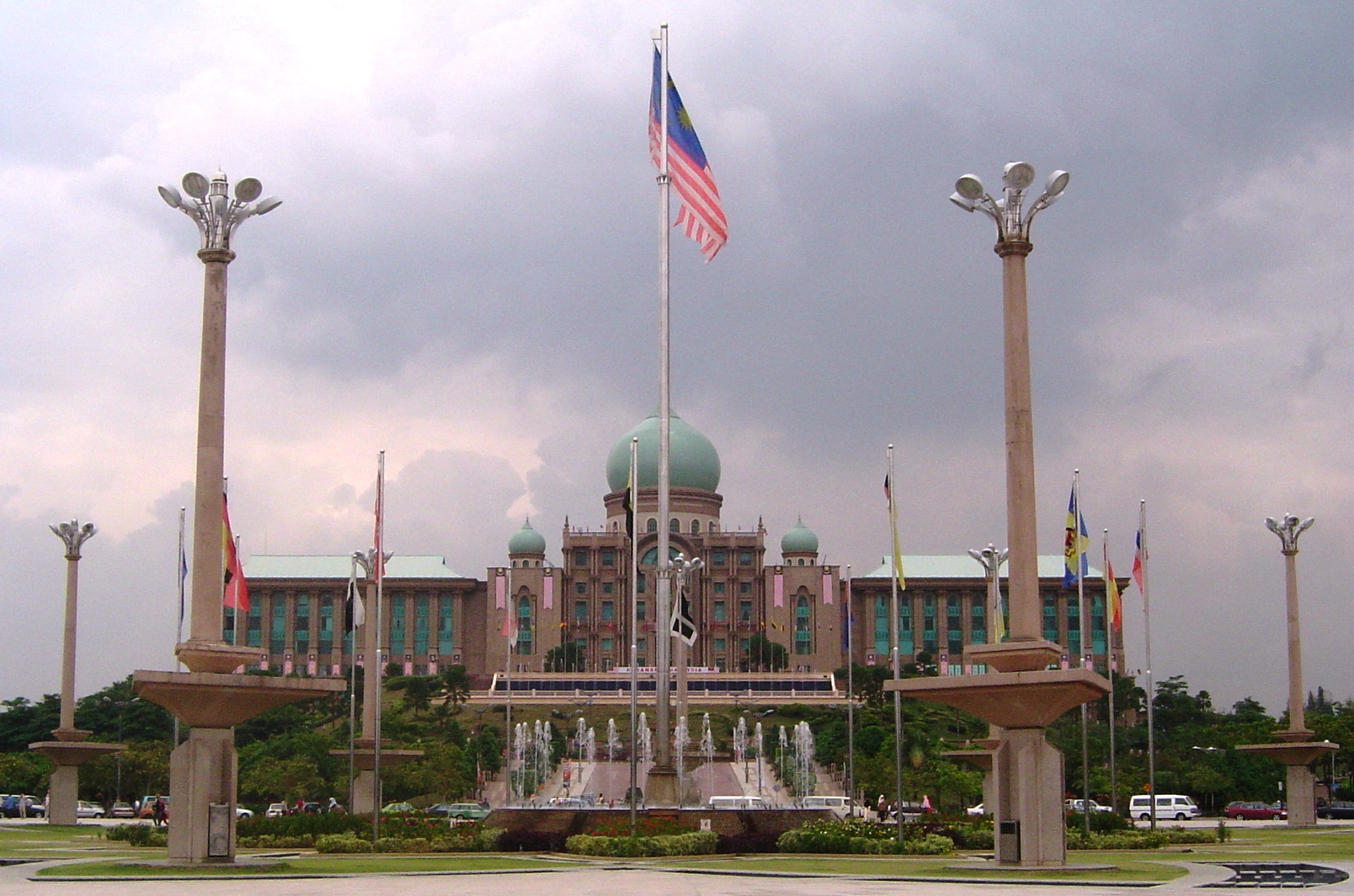
マレーシアの国旗および州旗が掲げられているプトラ・スクエア。奥に見える建物は、マレーシア首相府の首相官邸。

プトラ・スクエア（英: Putra Square、マレー語: Dataran Putra）は、マレーシアプトラジャヤにあるプルダナ・プトラの首相府総合施設の反対側にある市民広場である。
当広場は、マレーシア独立記念日パレードなどのお祭りのために使用されている。
円周300mの円形プトラ・スクエアは、周囲をプルダナ・プトラ、プトラ・モスク、プトラ橋およびプロムナード・ショッピング・モールに囲まれた形となっている。

## デザイン
プトラ・プルダナ公園に囲まれた2つの同心広場として設計されており、円形の儀式的領域部分は周囲をCharbaghで囲まれたオープンハード景観となっており、公園および儀式的領域間の通行ができるようになっている。
Charbagh内では、通路、水路、花壇および木々で混成されている。
当広場は11芒星の模様にて11の部分に分けられている。
外側の11芒星は、1957年8月に同国が独立を獲得したときのマラヤの11ヶ国を表しており、内側の13芒星がマレーシアの13ヶ州を表し、さらにその内側の14芒星が13ヶ州に新規追加された連邦直轄領を含んだものを表している。
異なる芒星が連続する模様の配列は、最終的には当広場中心部の円形部分に達する形となっている。
中心部の円は、究極の統一目標を象徴している。